# جو كلين
جو كلين (بالإنجليزية: Joe Kleine)‏ مواليد 4 يناير 1962 في كولورادو سبرينغس، هو لاعب كرة سلة أمريكي سابق بدأ مسيرته الاحترافية في سنة 1985. يبلغ طوله 7 قدم 0 بوصة (2.1 م). مثّل منتخب بلاده. شارك في مسابقة كرة السلة في الألعاب الأولمبية الصيفية. اعتزل اللعب في 2000.

## فرق لعب لها
- سكرامنتو كينغز
- بوسطن سيلتكس
- فينيكس صنز
- لوس أنجلوس ليكرز
- بروكلين نتس
- شيكاغو بولز
- فينيكس صنز
- بورتلاند ترايل بلايزرز

## الميداليات
| الميدالية | المسابقة                         |
| --------- | -------------------------------- |
| ذهبية     | الألعاب الأولمبية الصيفية 1984   |
| فضية      | بطولة كأس العالم لكرة السلة 1982 |

## روابط خارجية
- جو كلين على موقع الاتحاد الدولي لكرة السلة (الإنجليزية)
- جو كلين على موقع الاتحاد الدولي لكرة السلة (الإنجليزية)
- جو كلين على موقع إن بي أي (الإنجليزية)
- جو كلين على موقع سبورتس رفرنس (الإنجليزية)
- جو كلين على موقع كرة السلة الأوروبية.كوم (الإنجليزية)
- جو كلين على موقع كلية كرة السلة في سبورتس رفرنس.كوم (الإنجليزية)
- جو كلين على موقع ريلجم (الإنجليزية)
- جو كلين على موقع بروبوليرز (الإنجليزية)
- جو كلين على موقع سبورتس رفرنس (الإنجليزية)
- جو كلين على موقع أوليمبيديا (الإنجليزية)